# Бадминтон
Бадминтон, игра слична тенису коју играју два или четири играча. Иако је бадминтон вид рекреације, он је уједно и стандардни олимпијски спорт. Игра је слична тенису у којој се лоптица с перима удара рекетом, преко мреже у противничко поље. Иако се може играти са већим тимовима, најчешћи облици игре су „сингл“ (са једним играчем по страни) и „дубл“ (са два играча по страни). Могу га играти и четири играча као парови или мјешовити. Бадминтон се често игра као лежерна активност на отвореном у дворишту или на плажи; формалне игре се играју на правоугаоном затвореном терену. Поени се постижу тако што се рекетом удари по лопти и она спусти у половину терена друге екипе. За разлику од рекреативне игре бадминтона, гдје је фокус на забави са што дужим надигравањем и без игралишта или мреже, бадминтон је такмичарски спорт са утврђеним правилима и циљем побједе.
Свака страна може само једном ударити лопту пре него што пређе преко мреже. Игра се завршава када лоптица удари о под или тло, или ако је судија, сервисни судија или (у њиховом одсуству) противничка страна досудила грешку.
Лоптица за бадминтон је пернати или (у неформалним утакмицама) пластични пројектил који лети другачије од лопти које се користе у многим другим спортовима. Конкретно, перје ствара много већи отпор, што доводи до бржег успоравања лоптице. Пластичне лоптице за бадминтон такође имају велику максималну брзину у поређењу са лоптицама у другим рекет спортовима. Лет лоптице даје спорту препознатљиву природу, а на одређеним језицима, нпр. Немачки, спорт је назван према овој особини, односно Федербал (име спорта бадминтон на њемачком језику је Federball), што буквално значи перната лопта.
Игра се развила у Британској Индији из раније игре батлдор и шатлкок. Европском игром је доминирала Данска, али је игра постала веома популарна у Азији, са недавним такмичењима у којима је доминирала Кина. Године 1992, бадминтон је дебитовао као летњи олимпијски спорт са четири такмичења: мушки појединачно, женски сингл, мушки дубл и женски дубл; мешовити парови су додати четири године касније. На високим нивоима игре, спорт захтева одличну кондицију: играчима је потребна аеробна издржљивост, агилност, снага, брзина и прецизност. То је такође технички спорт, који захтева добру моторичку координацију и развој софистицираних покрета рекета.

## Историја бадминтона
Игра лоптицом с перима веома је стара. У Индији постоје сведочења о томе на пећинским цртежима старијим око два миленијума. У Кини је под називом ди џијан-ци била врло популарна, нарочито код девојака и жена. Игру са пернатом лоптицом познавале су и Инке и Астеци у Америци, али није била реткост и на европским владарским дворовима у доба феудализма. На слици француског сликара Жана Баптисте Симеона Шардена (1699—1779) сада у галерији Уфици, приказана је девојка са рекетом у десној руци и пернатом лоптицом у левој. Слика се зове „La fillette au volante“
Игре у којима се користе лоптице за бадминтон играле су се вековима широм Евроазије, али модерна игра бадминтона развила се средином 19. века међу исељеничким официрима Британске Индије као варијанта раније игре батлдора и шатлкока. („Батлдор“ је био старији израз за „рекет“.) Његово тачно порекло остаје нејасно. Име потиче од Бадминтон куће војводе од Бофорта у Глостерширу, али остаје нејасно зашто и када. Још 1860. године лондонски трговац играчкама по имену Исак Спрат је објавио књижицу под насловом Бадминтон батлдор – нова игра, али није сачувана копија. Један чланак из 1863. године у The Cornhill Magazine описује бадминтон као „батлдор и шатлкок који се играју са странама, преко конопа окаченог на неких пет стопа од земље“.
Игра је првобитно развијена у Индији међу британским исељеницима, где је била веома популарна до 1870-их. Бадминтон са лоптом, облик игре која се игра са вуненом лоптом уместо лопте за бамингтон, играо се у Танџавуру још 1850-их и Британци су га у почетку играли наизменично са бадминтоном, а вунена лопта је била преферирана по ветру или влажном времену.
У почетку, игра је била позната и као пуна или пунах по гарнизонском граду Пуна, где је била посебно популарна и где су прва правила за игру састављена 1873. године. До 1875. године, официри који су се враћали кући основали су бадминтон клуб у Фолкестону. У почетку, спорт се играо са странама у распону од 1 до 4 играча, али је брзо установљено да су игре између два или четири такмичара најбоље функционисале. Лоптице су биле обложене индијском гумом, и у игри на отвореном понекад оптерећене оловом. Иако дубина мреже није била од значаја, било је пожељно да она допире до земље.
Овај спорт се играо по правилима Пуне до 1887. године, када је Ј. Х. Е. Харт из бадминтонског клуба у Бату саставио ревидиране прописе. Године 1890. Харт и Багнел Вајлд су поново ревидирали правила. Бадминтонска асоцијација Енглеске (BAE) објавила је ова правила 1893. године и званично покренула овај спорт у кући под називом „Данбар“ у Портсмуту 13. септембра. BAE је 1899. године започео прво такмичење у бадминтону, Отворено првенство Енглеске у бадминтону за џентлменске парове, женске парове и мешовите парове. Појединачна такмичења су додата 1900. године, а првенствени меч Енглеске и Ирске појавио се 1904.
Данашњи бадминтон, као спортска игра, развио је почетком XIV. века из старе индијске игре poona коју се енглески официри 1873. пренели из Индије и демонстрирали у дворцу Бадминтон у јужној Енглеској на поседу Duke of Beuforta, по којем је игра добила данашње име. Године 1877, основан је први бадминтон клуб (енгл. Bath Badminton Club), a 1893. први бадминтон савез — Badminton Association of England када су се објавила прва права правила те игре, која у основним цртама доста личе нa данашња важећа правила. Међународна бадминтонска федерација или краће ИБФ (од енгл. International Badminton Federation) је основана 1934. Та организација и данас одређује правила и организује такмичења.

### Олимпијске игре и такмичења Специјалне олимпијаде
Бадминтон је већ био представљен као показни спорт на Љетњим олимпијским играма у Минхену 1972. године, али га је МОК тек 1985. године уврстио у олимпијски програм за 1992. годину Играма у Барселони 1992.. Међутим, бадминтон је и 1988. године у Сеулу поново могао да осваја бодове као показни спорт будуће олимпијске дисциплине са распродатим такмичењима, прије него што је редовно био заступљен у програму игара у Барселони 1992. године са четири такмичења. Године 1996., свих пет дисциплина, укључујући мјешовите парове, одржано је на Играма у Атланти.
Бадминтон (Специјална олимпијада) се заснива на правилима бадминтона и нуди га на такмичењима и тренинзима Организација Специјалне олимпијаде широм света за ментално и мултипликовано инвалидне особе. Бадминтон је заступљен на Свјетским играма Специјалне олимпијаде од 1995. године.
Бадминтон игра конкурентно преко 14 милиона играча у више од 160 земаља широм свијета.

## Основна правила и опрема
Бадминтон се игра рекетом и посебном лоптицом. За разлику од других спортова с рекетом (као нпр. тенис или стони тенис) код којих се игра округлом лоптицом, овде се користи перната дугуљаста лоптица која је направљена од 16 гушчјих пера забодених у плутени чеп. Лоптица може достићи брзину и преко 320 km/h, али само на делић секунде. Данас се често користи и пластична лоптица, која обликом опонаша пернату. С обзиром да на лоптицу јако утиче струјање ваздуха или ветар, такмичарски мечеви се одржавају искључиво у затвореном простору.
Основни циљ игре је рекетом ударити једном лоптицу на начин да пређе преко мреже и падне у поље противника пре него он стигне да је врати назад. Зато је потребно да играч бадминтона прецизно удара лоптицу рекетом, али истовремено буде брз када треба вратити лоптицу упућену од стране противника. Поен се осваја ако је лоптица упућена у противников део терена, а да он не успе да је врати једним ударцем рекетом пре пада, или ако противник упути лоптицу изван означеног терена. Иако је терен релативно мали, за такмичарски бадминтон потребно је бити технички али и кондиционо врло спреман, јер просечан играч може током једног меча претрчати и до 4 km.
Постоје четири категорије: сингл (појединачно, за мушке и жене), женски и мушки парови, мешовити парови, те екипно такмичење.
Свака страна терена с супротних страна мреже је подељена уздужно на две половне. На свакој половини је сервисно поље, из којег играч сервира гађајући притом дијагонално супротно поље противника. Након сервиса којим се мора погодити сервисно поље, током игре је могуће гађати цели противников терен. Код игре парова терен је нешто шири, али је сервисно поље краће него код синглова. Код појединачне игре играч сервира из свог десног сервисног поља ако има паран број поена, односно из левог ако има непаран број освојених поена у том тренутку игре. Први сервис у гему има играч који се одреди жребом, бацањем новчића или бацањем лоптице на начин да лоптица својим ужим крајем покаже на страну која прва сервира. Након тога увек сервира страна која је освојила претходни поен. У игри парова играчи се постављају на терену на начин да је један на левој, а други на десној уздужној половини њиховог поља. Након што пар освоји поен на сервис противника, први сервира играч у десном пољу. Након освојеног поена на свој сервис парови мењају места, док пар који изгуби поен остаје на позицијама на којима јесте.

## Терен
Бадминтон се игра на означеном терену на којем се на средини налази мрежа. Терен је величине 5,18x13,40 m (за сингл) и 6,1x13,40 m (за парове). Мрежа се налази на висини од 1,55 m. Бадминтон је такође могуће играти без мреже и означена поља, као забаву али је тада немогуће пратити бодовање.

## Начин бодовања
Од јула 2006. године службено је прихваћен начин бодовања код којег се бодује свака измена удараца. Игра се на два добијена гема, дакле у једном мечу максимално три. Гем осваја играч (или пар) који први дође до 21 освојеног поена, али с барем два поена разлике. Код евентуалног резултата 20:20 игра се све док једна стране не освоји два поена више од друге (нпр. 25:23) или док једна страна не дође до 30. Дакле, максимални резултат у једном гему је 30:29.
Пре се користио тзв. стари начин бодовања, код којег је екипа могла освојити поен само на свој сервис. По тим правилима играло се до 15 поена у гему, односно код жена до 11 поена. Такође се играло на два добијена гема, дакле максимално три у мечу.

## Стратегије игре

### Дисциплине
Бадминтон се такмичи у пет различитих дисциплина: 
- Жене појединачно (Женски сингл)
- Мушкарци појединачно (Мушки сингл)
- Женски парови (женски дубл)
- Мушки парови (жушки дубл)
- Мјешовити парови

#### Категорија жене и мушкарци појединачно
У појединачној дисциплини сучељавају се два играча истог пола. Приликом сервирања, сервер мора стајати у свом полуполу терена за сервис, а примач у пољу дијагонално према њему. Приликом сервирања, лоптом се мора играти у дијагонално супротни терен за сервис. Током надигравања који је у току, оба играча могу да стоје било гдје у својој половини терена.
Ако сервер има паран резултат (0, 2, 4, ...), сервис се врши са десне половине терена са његове тачке гледишта, а ако је резултат непаран (1, 3, 5, . ..) с лијева. Оба играча могу да постигну поене, без обзира на право на сервис. Свака грешка аутоматски води до добитка поена за противника. Ако је противник био примач у претходном надигравању, он такође добија право да сервира.
Из тактичких разлога покушавате да доведете противника у невоље играјући по угловима терена. Да би могли подједнако брзо да дођу до свих углова терена, сваки играч се труди да након сваке одигране лопте што брже дође у најбољу почетну позицију за сљедећу противничку лопту. Ово је отприлике једна дужина корака иза Т тачке. Одавде се у само неколико кратких, брзих корака може доћи до свих поља.

#### Категорија женски и мушки парови
У овој дисциплини сучељавају се два пара играча истог пола. Приликом сервирања, сервер и примач се налазе у одговарајућој сервисној половини терена, сервис се мора одиграти дијагонално. Два играча која нису укључена у сервис могу се поставити било гдје на терену.
Према старом методу бројања, први сервис сета и сваки први сервис су се десили након што је право на сервис промењено са десног терена за сервис. Међутим, са новом методом бројања Ралипоинт, редослед сервера се мијења након сваке грешке на следећи начин:

## Остало

### Жаргон
У оквиру бадминтонске сцене развијени су бројни термини који описују проблеме специфичне за бадминтон у сврху лакше комуникације између играча и тренера:

## Варијанте бадминтона
Посљедњих година појавиле су се неке варијанте спорта бадминтона, дијелом због комерцијалног интереса:
Бадминтон на плажи
- Бадминтон на плажи, бичминтон (Beachminton) је осмишљен и презентован 1997. године и одржава се на пијеску. Тако да се бадминтон може играти и напољу, посебно на плажи. Ту је лопта за игру знатно мање подложна вјетру у односу на лоптицу за бадминтон.

Кросминтон
- Кросминтон, раније познат и као Спид бадминтон (Speedminton), је 2001. године измислио Берлинац Бил Брандес. Циљ је био да се развије спорт са елементима бадминтона који би се могао играти на отвореном. Игра се рекетом сличним рекету за сквош, лоптом која није много подложна ветру (Speeder) и без мреже. Од 1. јануара 2016. године у Њемачкој се овај спорт званично зове Crossminton како би се избегла забуна са Speedminton GmbH. Двије половине терена су међусобно удаљене 12,8 метара; Због различитих карактеристика лета и друге опреме, Speedminton комбинује елементе бадминтона као и аспекте сквоша и тениса. Лопте за брзи бадминтон су мање, али масивније од нормалних лопти за бадминтон. Такмичарске лопте (Speeder) могу достићи и до 290 km/h. Speedminton ноћу или у мрачном окружењу назива се Blackminton. Постоји варијанта Blackminton у којој играчи носе свијетлеће траке. Сложенија верзија Blackminton ради са УВ лампама, у којима се опрема за игру, терен и играчи идентификују помоћу флуоресцентних материјала и боја. У обје варијанте Blackminton, специјалне лоптице које се користе (Night Speeder) су направљене да свијетле као бљескалице, слично свијетлећим штапићима приликом пецања, који се утисну у капицу.

Пара-бадминтон
- Пара-бадминтон је варијанта бадминтона за особе са физичким инвалидитетом. У зависности од врсте инвалидитета, постоји подјела на такмичарске класе, на примјер за особе са инвалидским колицима или са протезама.[18] Игра се заснива на уобичајеним правилима за бадминтон, у зависности од лиге, врше се промјене као што је спуштање висине мреже или смањење терена.[19][20] Парабадминтон је интегрисан у Свјетску бадминтонску федерацију од 2011. године[21] и први пут је био дио Параолимпијских игара 2020. године.[22][23]